# Théâtre Södra
Le théâtre Södra (Södra Teatern en suédois : théâtre du sud) est un théâtre situé à Mosebacke (en), dans le quartier Södermalm de Stockholm en Suède.
C'est l'un des théâtres privés les plus connus de Stockholm, et aussi le plus vieux : il a été fondé en 1859 (à l'origine, en 1840, il y avait une auberge). Il comporte sept scènes, deux restaurants et des terrasses. Sa programmation est éclectique, mais, depuis 1997, un accent a été mis sur les spectacles internationaux. En 2012, 750 événements y furent organisés, ce qui attira 250 000 personnes.

## Galerie

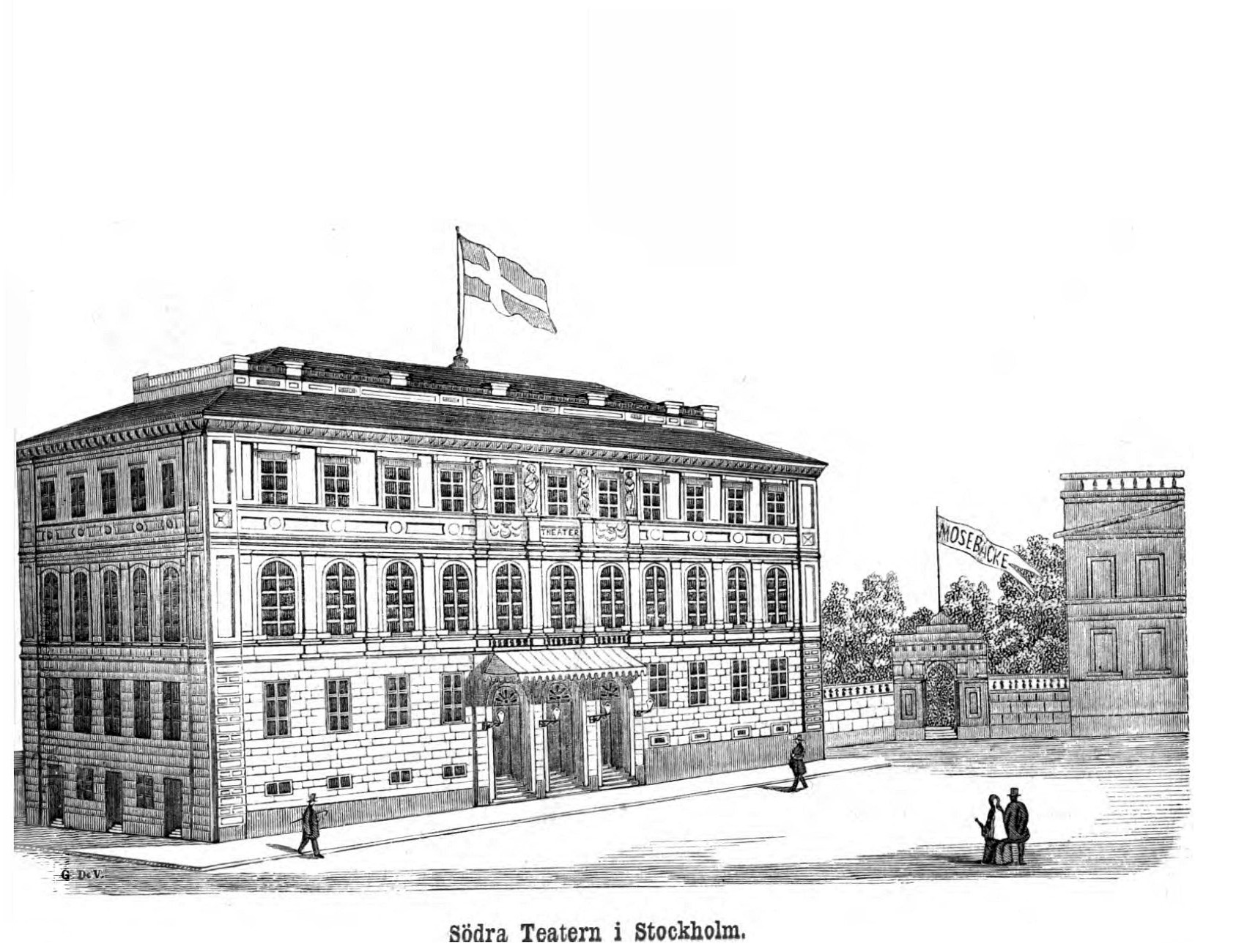
Le théâtre Södra en 1862.
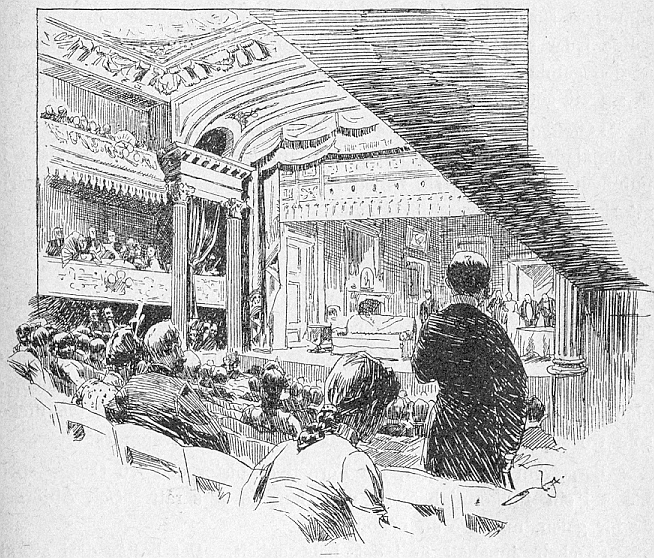
Le théâtre Södra en 1889. Dessin de Vicke Andrén
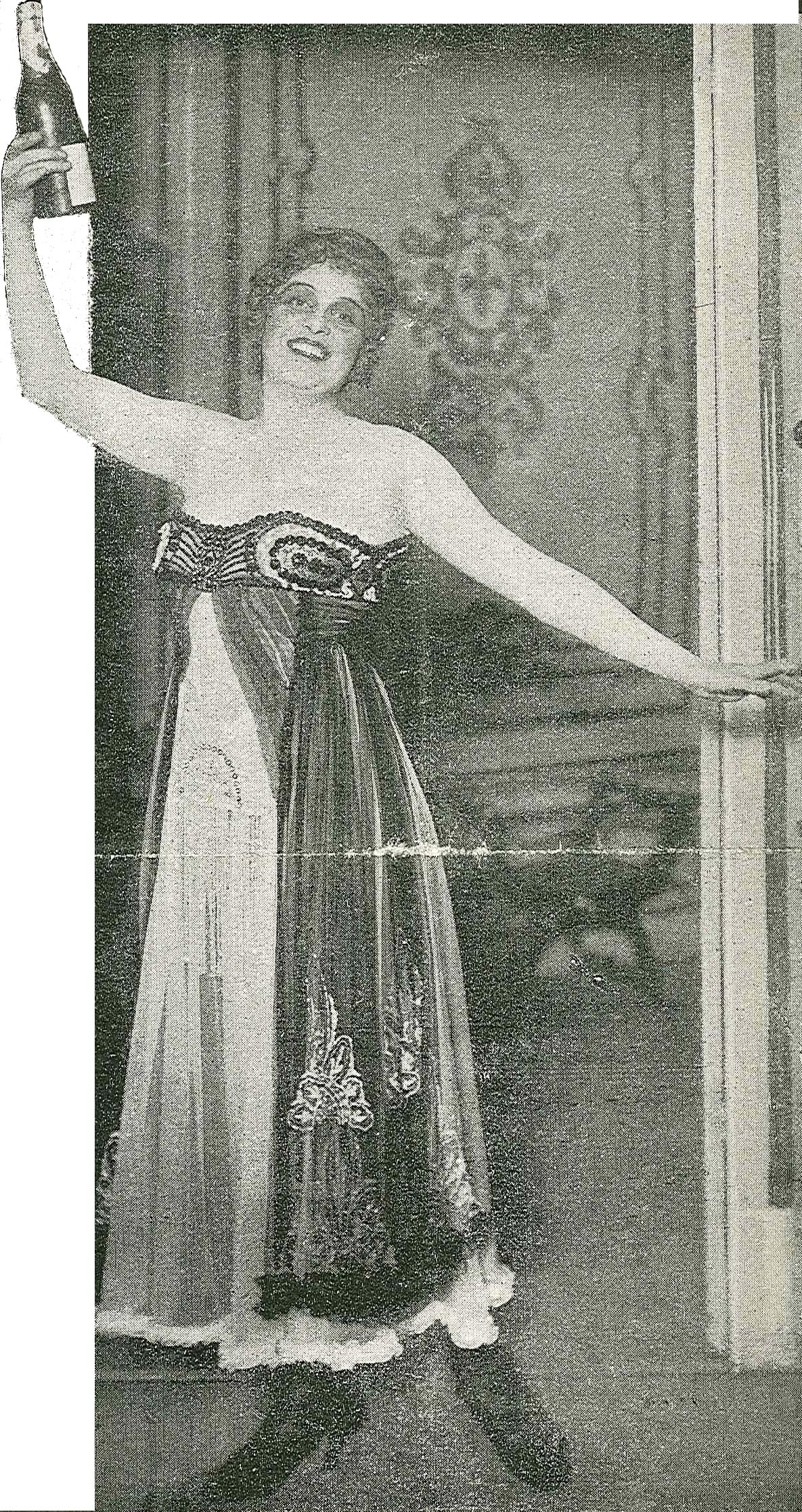
Sickan Castegren (sv) en 1916 ou 1917
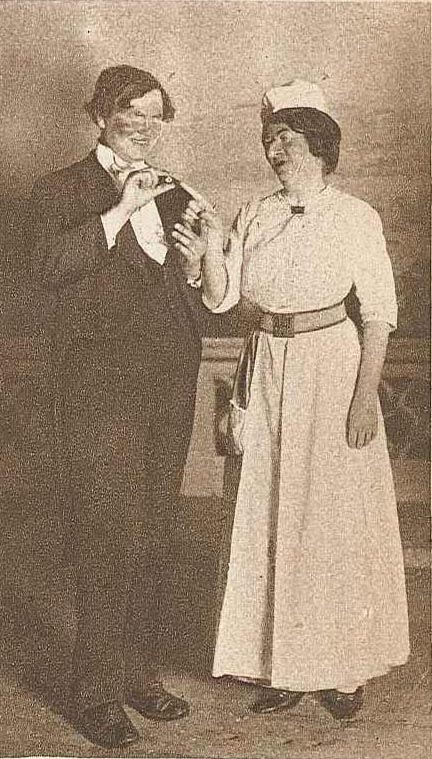
Eric Lindholm (sv) et Stassa Wahlgren (sv) dans la revue Stockholmsjobb
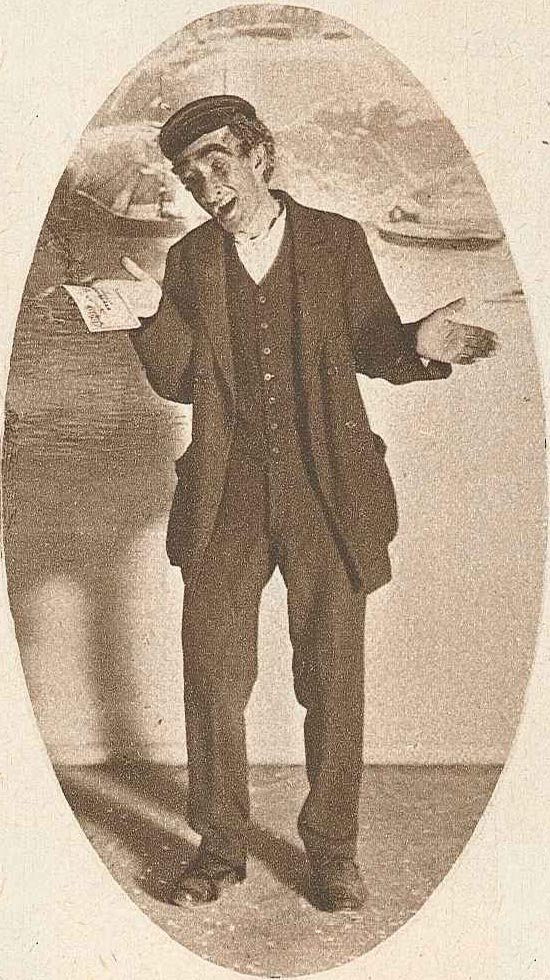
Ernst Fastbom en 1916 dans la revue Stockholmsjobb
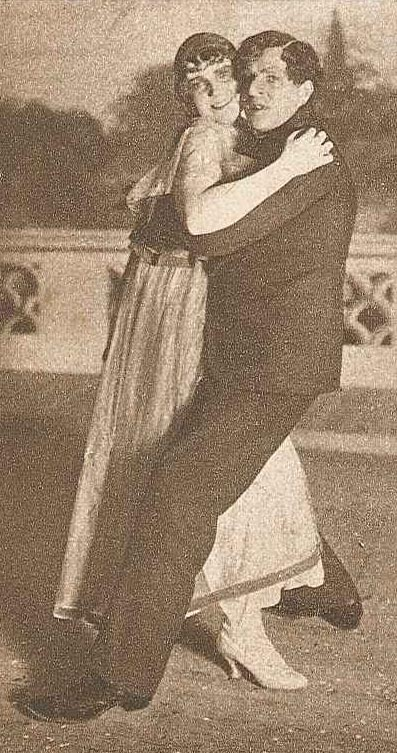
Anna-Lisa Lindzén (sv)
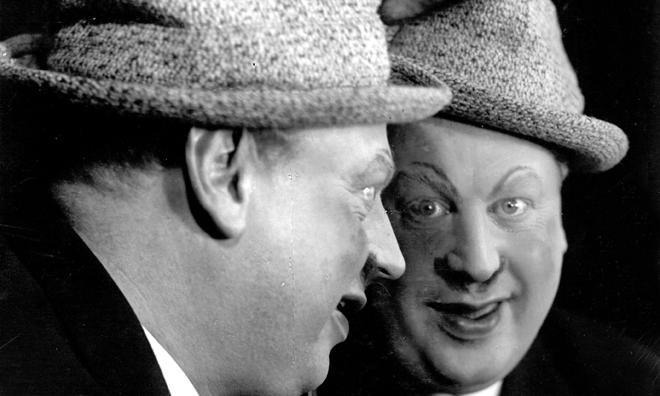
Thor Modéen (en) en 1935
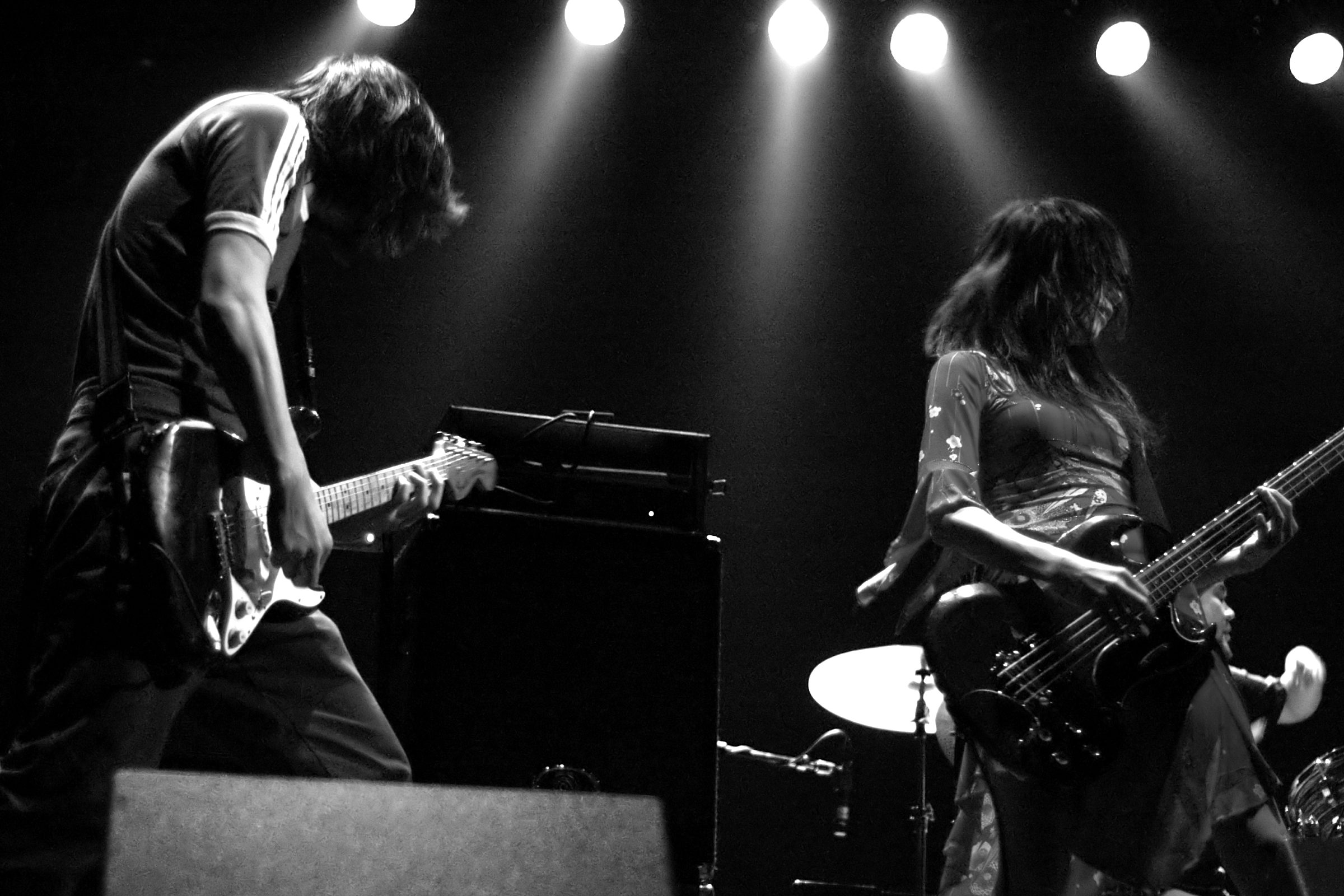
Le groupe Mono en 2005
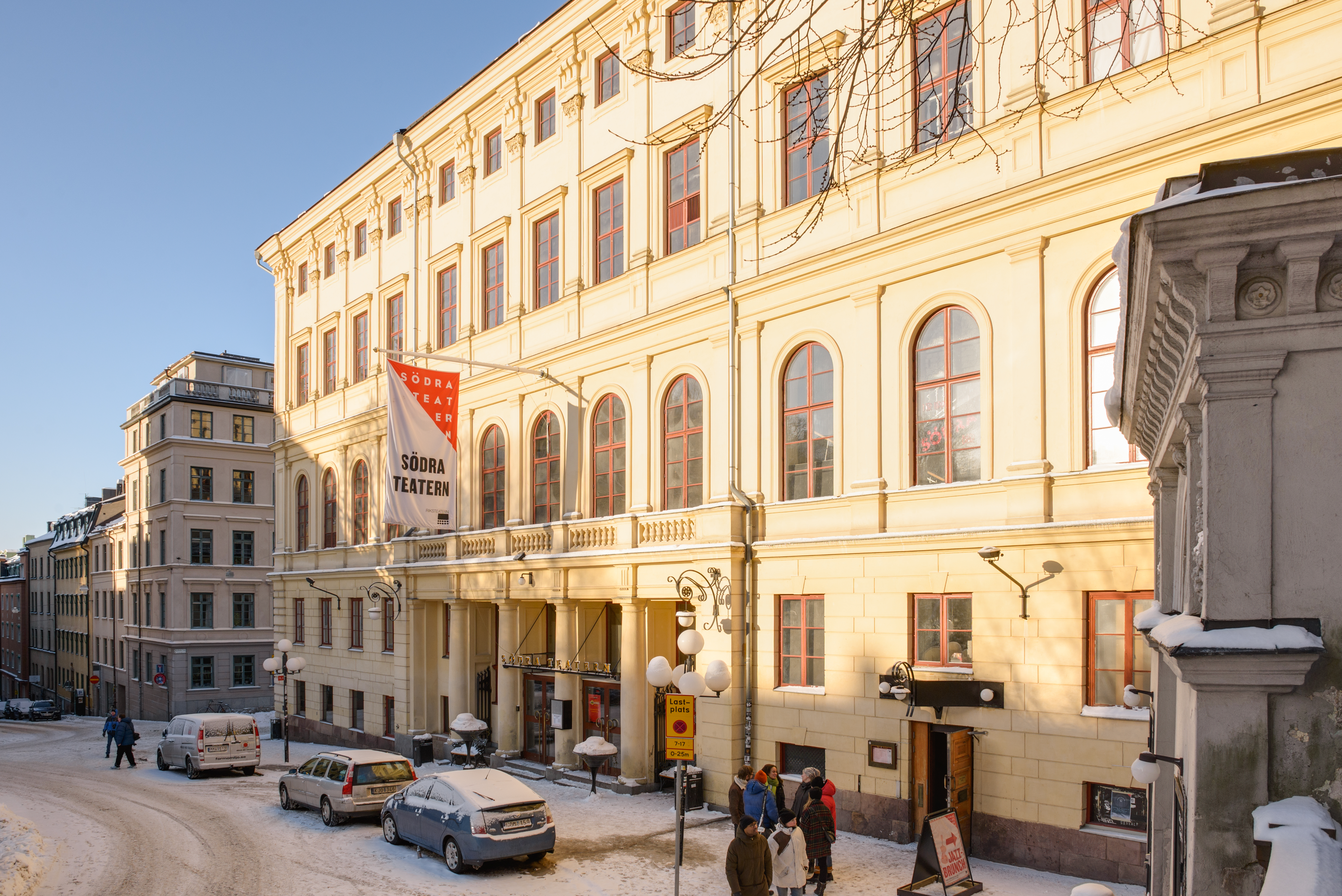
En 2013.

## Source de la traduction
- (en) Cet article est partiellement ou en totalité issu de l’article de Wikipédia en anglais intitulé « Södra Teatern » (voir la liste des auteurs).